# Trachycarpus ukhrulensis
Espèce
Trachycarpus ukhrulensis est une espèce de plante de la famille des Arecaceae (palmiers) endémique de la région de Manipur en Inde,. Cette espèce a été décrite pour la première fois par Michael Lorek et Keshow Chandra Pradhan en 2006.
Dans un premier temps on a cru avoir un second ensemble d’individus correspondant à Trachycarpus oreophilus : ils étaient d’ailleurs nommés Trachycarpus oreophilus.